# 乾隆帝长女
乾隆帝皇长女（1728年11月3日—1730年2月14日），愛新覺羅氏，清高宗弘历的长女。

## 生平
雍正六年（1728年）十月初二日出生，生母富察氏時為弘曆嫡福晉。
當時，弘历還是一個普通的皇子，沒有爵位。永琏、永琮是她的同母弟，固伦和敬公主是她的同母妹。
雍正七年十二月廿七日殇逝，年僅二岁。弘历繼承皇位之後，也没有追封大女儿名号。